# Tom Lund
Pour les articles homonymes, voir Lund.
Tom Lund (né le 10 septembre 1950 à Lillestrøm en Norvège) est un ancien joueur et entraîneur de football norvégien.